# Keith Richardson (Schachspieler)
Keith Bevan Richardson (* 2. April 1942 in Nottingham; † 10. April 2017) war ein englischer Fernschachspieler und der erste Fernschach-Großmeister der britischen Inseln. Sein größter Erfolg war neben der Erlangung des Großmeistertitels 1975 der dritte Platz bei der 7. Fernschachweltmeisterschaft.

## Nahschach
Geboren wurde Richardson am 2. April 1942 in Nottingham. Von Beruf war er Bankangestellter bei Barclays. Nahschach lernte er in jungen Jahren und wurde schnell ein recht starker Spieler. In den Jahren 1959 und 1960 gewann er die Meisterschaft der Grafschaft Nottinghamshire und im Jahr 1963 die Meisterschaft der Grafschaft Durham. 1962 nahm er an dem in Groningen ausgetragenen inoffiziellen Vorgängerturnier der Junioren-EM, dem Niemeyer-Turnier teil und wurde hinter dem Niederländer Coen Zuidema und vor dem Niederländer Eddie Scholl Zweiter. Aufgrund seiner Erfolge auf Landesebene spielte er bald auch in internationalen Wettbewerben für England, so etwa bei der 10. und 11. Studenten-Olympiade.
In der Division 1 der Four Nations Chess League spielte Richardson für die zweite Mannschaft von Guildford A&DC sowie die BCM Dragons. Noch im Februar 2017 nahm er an Wettbewerben teil. Seine letzte Elo-Zahl betrug 1967, seine höchste Wertung von 2320 hatte er im Juli 1972.

## Fernschach
Richardson, der 1975 zum Fernschach-Großmeister ernannt wurde, belegte bei der 7. Fernschach-Weltmeisterschaft 1972 bis 1976 punktgleich mit Wladimir Sagorowski den vierten Platz. Insgesamt vertrat er England auf internationaler Bühne von den 1960er Jahren bis zum Jahr 2001, als er offiziell international zurücktrat. Dem Fernschach blieb er bis zu seinem Tode aktiv verbunden. 
Aufgrund seiner zahlreichen Erfolge und seiner schachlichen Lebensleistung erhielt Richardson im Jahr 2015 die Ehrenmedaille der English Chess Federation.
Er starb am 10. April 2017 im Kreis seiner Familie.